# Jätteturako
Jätteturako (Corythaeola cristata) är en fågel i den afrikanska familjen turakor inom ordningen turakofåglar. Som namnet antyder är den störst i familjen. Den förekommer i regnskog i västra och centrala Afrika. Beståndet anses vara livskraftigt.

## Utseende och läten
Jätteturakon gör skäl för sitt namn med en kroppslängd på 70–75 cm. Den känns lätt igen på inte bara storleken i sig utan också den huvudsakligen grå- eller grönblå och gula fjäderdräkten. Diagnostiskt är också den stora, svarta tofsen och den långa stjärten med svart ändband. Näbben är gul med röd spets. Vingarna är blå utan rödbruna handpennor som hos många andra turakoarter. Ungfågeln är mattare med kortare tofs och gråare bröst. Lätet är en högljudd serie med djupa, gutturala "caw", ibland inledd med en bubblande drill.

## Utbredning och systematik
Fågeln förekommer i låglänta regnskog i västra och centrala Afrika. Den placeras som enda art i släktet Corythaeola och behandlas som monotypisk, det vill säga att den inte delas in i några underarter. Jätteturakon är systerart till andra arter i familjen.

## Levnadssätt
Jätteturakon förekommer i trädtaket i skog, galleri skog och höga träd i ungskog. Den ses vanligen i flockar med fem till åtta fåglar. Den lever huvdsakligen av frukt, men även skott, knoppar, blad och blommor.

## Status och hot
Arten har ett stort utbredningsområde, men tros minska i antal, dock inte tillräckligt kraftigt för att den ska betraktas som hotad. Internationella naturvårdsunionen IUCN listar arten som livskraftig (LC). Världspopulationen har inte uppskattats men den beskrivs som mest spridd av alla turakor och verkar inte ovanlig i större delen av utbredningsområdet.